# Ploaie de sânge
Ploaia de sânge este un fenomen prin care se poate percepe o cădere a sângelui din cer sub formă de ploaie. Există acum un consens științific  că fenomenul ploii de sânge este cauzat de sporii aerului de microalgii verzi  "Trentepohlia annulata".

## Explicații științifice
- Culoarea roșie ar putea fi sângele animalelor mărunțite ridicate de tornade în aer;
- Ploaia poate fi încărcată foarte mult cu nisip fin, praf, oxizi de fier, care le conferă o culoare roșie;
- Algele roșii microscopice s-ar fi putut dezvolta în nori densi cu conținut nutrițional, inclusiv nitrați (care se găsesc uneori în cantități semnificative în ploi);
- Marea briza trecând peste saline sau lacuri sărate bogate în alge roșii ar putea provoca ploi roșii;
- Granule de nisip sau alge microscopice transportate la mare altitudine și apoi împrăștiate peste zona;
- Celule sanguine din organisme terestre neidentificate;
- O explozie de meteoriți care adăpostesc microbii extraterestri.